# Депортація шотландських горців

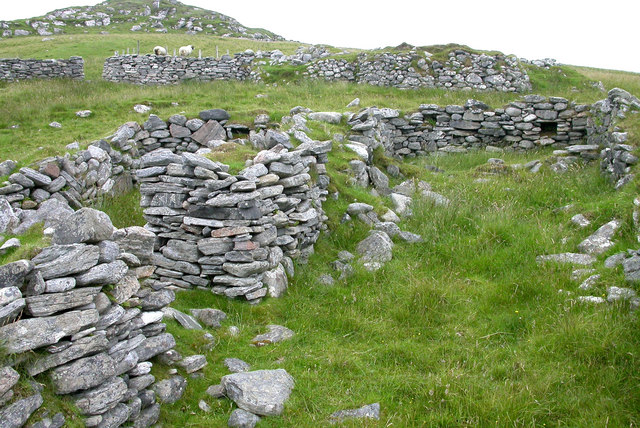
Руїни селянських будинків на острові Fuaigh Mòr поблизу озера Loch Roag. Острів був повністю очищений від жителів в 1841 р. і зараз використовується лише як пасовище

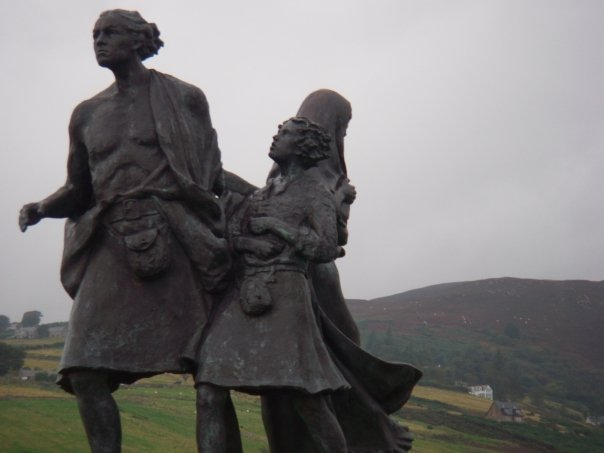
Пам'ятник емігрантам на згадку про депортацію біля підніжжя гори у Гелмсдейл, Шотландія

Депорта́ція шотла́ндських го́рців (англ. Highland Clearances, «зачистка Шотландського нагір'я»)  — насильницьке переміщення значного числа людей в Шотландії протягом XVIII і XIX століть унаслідок шотландської аграрної революції, проведена переважно спадковими аристократичними землевласниками.
Результатом депортації стало руйнування традиційної кланової системи шотландців, масова міграція на узбережжі моря, Шотландської низини, в Америку і Канаду. Хоча аналогічні явища мали місце по всій території Великої Британії протягом тривалого часу, на території Шотландського високогір'я їх ефект був особливо драматичним зважаючи на запізненість і поспішності, а також відсутність будь-якої правового захисту у багаторічних орендарів землі, які часто втрачали все своє майно.
Д. ш. г. — складний ряд подій, що відбувався протягом більше ста років.
У 1746 році після придушення останнього повстання якобітів урядом Великої Британії було прийнято рішення про знищення шотландської кланової системи як постійного джерела бунтів і якобізму. «Актом про заборону» заборонялася кланова культура: носіння простим людом зброї, традиційного одягу шотландських горців і кланової символіки, національна музика і гра на волинці, викладання та використання шотландської гельської мови; «Актом про Спадкові права» скасовувалися феодальні і родові права і привілеї вождів кланів, включаючи можливість закликати своїх людей до зброї. Підкріплені силою англійських військ обидва закони, а також подальші заходи, спрямовані проти безпосередніх учасників якобітських повстань, переважно шотландських горців, фактично означали ліквідацію кланів: лейрди, барони і вожді стали звичайними поміщиками, їх володіння — джерелом доходу, їх люди — простими селянами і робітниками. Колишні барони, тепер британські аристократи і джентрі, повсюдно продавали свої давні кланові території колишнім сусідам-ворогам, відводили під розведення великої рогатої худоби і овець в Північній і Західній Шотландії або під будівництво мануфактур, бараків, промислових підприємств для зростаючих міст на півдні. При цьому їх «клановий люд», багаторічні орендарі цих земель, раніше служили опорою влади своїх вождів, тепер стали їм непотрібні.

## Ефект
Наприкінці виселень шотландська кланова система була зруйнована, а гельська мова в Шотландії в основному вимерла. Носії залишалися тільки на Гебридах, а також на західному узбережжі Гайленду (Сазерленд і Росс-Шир). Вигнані або витіснені з родючих районів Нагір'я і Західних островів горяни переселялися в міста Низовини, поповнюючи ряди дешевої робочої сили для набираючої обертів британської промислової революції, або на вільні території Північної Америки, безповоротно втрачаючи зв'язок з батьківщиною.